# Rampur Khadauna
Rampur Khadauna – gaun wikas samiti w zachodniej części Nepalu w strefie Lumbini w dystrykcie Nawalparasi. Według nepalskiego spisu powszechnego z 2001 roku liczył on 620 gospodarstw domowych i 4124 mieszkańców (1988 kobiet i 2136 mężczyzn).